# Recemundo
Recemundo (en latín: Recemundus; también conocido en lengua árabe como rabí Ibn Zyad, rabí Ibn Zyad al-U(s)quf, rabí Ibn Zyad al-U(s)quf al-Qurtubi) fue un obispo mozárabe del siglo X, autor de una obra escrita en el 961, El Libro de la división de los tiempos (más conocido como El calendario de Córdoba), una obra escrita paralelamente en latín y en árabe, dedicada al califa Alhakén II.
Último obispo de Ilíberis (mencionado en 962), fue también filósofo, gran conocedor de la astronomía y experto en las matemáticas.
Recemundo, que hablaba perfectamente el latín y el árabe, fue miembro del oficio palatino de Córdoba y embajador de Abderramán III en la corte del emperador Otón I de Alemania (953) y en misión oficial a Bizancio y a Jerusalén en 960.